# 12440 Косіґаябосі
12440 Косіґаябосі (12440 Koshigayaboshi) — астероїд головного поясу, відкритий 11 лютого 1996 року.
Тіссеранів параметр щодо Юпітера — 3,199.
Названо на честь міста Косіґая (яп. こしがやぼし(越谷星) косіґаябосі - зірка Косіґая) до 50-ї річниці.